# Leichtathletik-Weltmeisterschaften 1991/5000 m der Männer

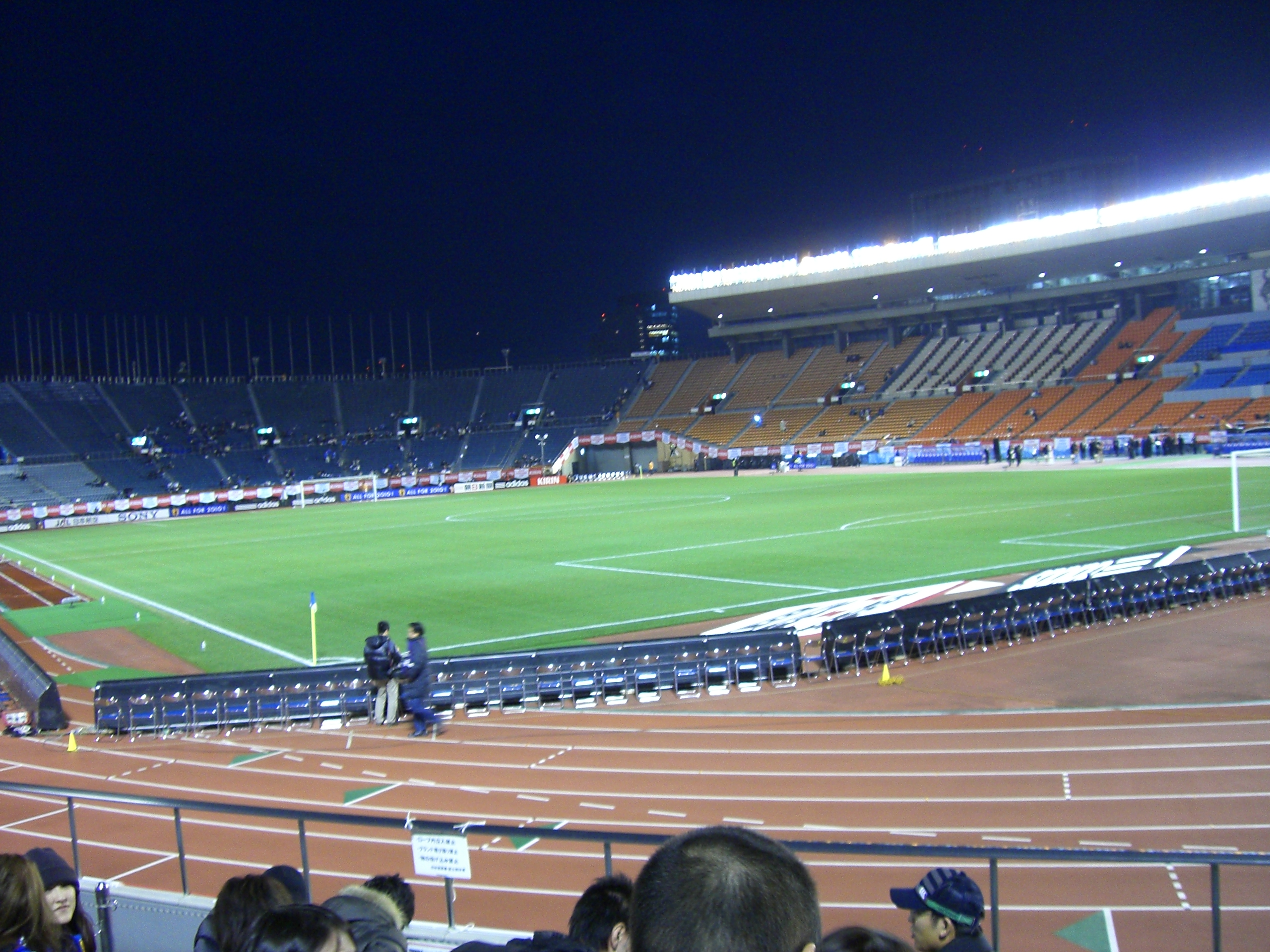
Das Olympiastadion in Tokio im Jahr 2008

Der 5000-Meter-Lauf der Männer bei den Leichtathletik-Weltmeisterschaften 1991 wurde am 30. August und 1. September 1991 im Olympiastadion der japanischen Hauptstadt Tokio ausgetragen.
Die drei Medaillen machten drei Läufer aus Afrika unter sich aus. Mit einem Abstand von fast sechs Sekunden folgten die weiteren Teilnehmer. Weltmeister wurde der Kenianer Yobes Ondieki. Er gewann vor dem Äthiopier Fita Bayisa. Der marokkanische Olympiasieger von 1988 über 10.000 Meter Brahim Boutayeb errang die Bronzemedaille.

## Rekorde

### Bestehende Rekorde
| Weltrekord               | 12:58,39 min | Saïd Aouita | Rom, Italien            | 22. Juli 1987     |
| Weltmeisterschaftsrekord | 13:22,68 min | John Ngugi  | WM 1987 in Rom, Italien | 4. September 1987 |

### Rekordverbesserung
Der kenianische Weltmeister Yobes Ondieki verbesserte den bestehenden WM-Rekord im Finale am 1. September um 8,23 Sekunden auf 13:14,45 min.

## Vorrunde
30. August 1991, 18:15 Uhr
Die Vorrunde wurde in drei Läufen durchgeführt. Die ersten vier Athleten pro Lauf – hellblau unterlegt – sowie die darüber hinaus drei zeitschnellsten Läufer – hellgrün unterlegt – qualifizierten sich für das Finale. Die drei über ihre Zeit für das Finale qualifizierten Teilnehmer rekrutierten sich ausnahmslos aus dem dritten Vorlauf.

### Vorlauf 1

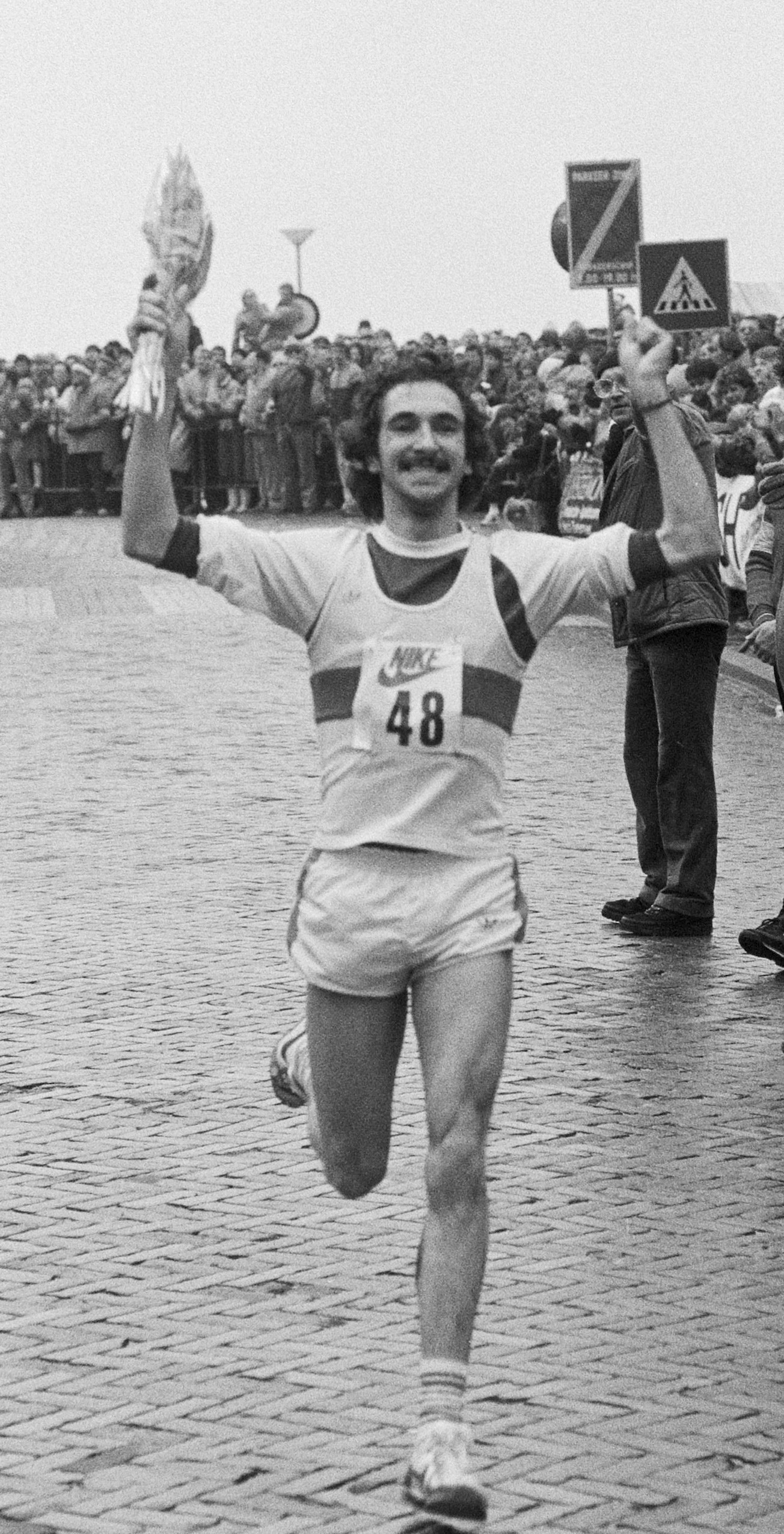
Martin ten Kate wurde Sechster in seinem Vorlauf und schied damit aus

| Platz | Name                       | Nation         | Zeit (min) |
| ----- | -------------------------- | -------------- | ---------- |
| 1     | Ibrahim Kinuthia           | Kenia          | 13:57,65   |
| 2     | Khalid Skah                | Marokko        | 13:58,45   |
| 3     | Gary Staines               | Großbritannien | 13:58,68   |
| 4     | Doug Padilla               | USA            | 13:58,83   |
| 5     | Andrea Sambu Sipe          | Tansania       | 13:59,01   |
| 6     | Martin ten Kate            | Niederlande    | 13:59,51   |
| 7     | Michail Dasko              | Sowjetunion    | 13:59,71   |
| 8     | Antonio Serrano            | Spanien        | 13:59,75   |
| 9     | Zeki Öztürk                | Türkei         | 14:06,20   |
| 10    | Jonny Danielson            | Schweden       | 14:07,03   |
| 11    | Valdenor dos Santos        | Brasilien      | 14:35,00   |
| 12    | Chuluunbaatar Ariunsaikhan | Mongolei       | 15:26,62   |
| DNF   | Mauricio González          | Mexiko         |            |
| DNF   | Dieudonné LaMothe          | Haiti          |            |
| DNS   | Davendra Singh             | Fidschi        |            |

### Vorlauf 2

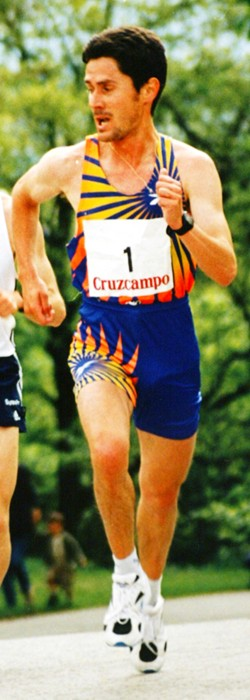
Martín Fiz, später sehr erfolgreich auf längeren Distanzen, erreichte als Neunter nicht das Finale

| Platz | Name              | Nation           | Zeit (min) |
| ----- | ----------------- | ---------------- | ---------- |
| 1     | Brahim Boutayeb   | Marokko          | 13:53,75   |
| 2     | Dieter Baumann    | Deutschland      | 13:54,07   |
| 3     | Stefano Mei       | Italien          | 13:54,35   |
| 4     | Dionísio Castro   | Portugal         | 13:54,39   |
| 5     | Ondoro Osoro      | Kenia            | 13:54,41   |
| 6     | Ian Hamer         | Großbritannien   | 13:54,49   |
| 7     | Sawomir Majusiak  | Polen            | 13:57,98   |
| 8     | Reuben Reina      | USA              | 13:59,19   |
| 9     | Martín Fiz        | Spanien          | 13:59,52   |
| 10    | John Halvorsen    | Norwegen         | 14:14,85   |
| 11    | Katsuhito Kumagai | Japan            | 14:20,84   |
| 12    | Gerard DeGaetano  | Malta            | 15:31,08   |
| DNS   | Daoude Kassougue  | Mauretanien      |            |
| DNS   | Lucas Elonga      | Äquatorialguinea |            |
| DNS   | Addis Abebe       | Äthiopien        |            |

### Vorlauf 3
| Platz | Name             | Nation         | Zeit (min) |
| ----- | ---------------- | -------------- | ---------- |
| 1     | Fita Bayisa      | Äthiopien      | 13:41,59   |
| 2     | Robert Denmark   | Großbritannien | 13:46,25   |
| 3     | Yobes Ondieki    | Kenia          | 13:47,05   |
| 4     | Domingos Castro  | Portugal       | 13:47,61   |
| 5     | Risto Ulmala     | Finnland       | 13:48,86   |
| 6     | Bob Kennedy      | USA            | 13:53,56   |
| 7     | Abel Antón       | Spanien        | 13:53,60   |
| 8     | Mohamed Issangar | Marokko        | 13:55,49   |
| 9     | Andrew Lloyd     | Australien     | 13:59,71   |
| 10    | Frank O’Mara     | Irland         | 14:03,19   |
| 11    | Kerry Rodger     | Neuseeland     | 14:03,81   |
| 12    | Yahia Azaidj     | Algerien       | 14:43,49   |
| 13    | Souley Oumarou   | Niger          | 14:52,89   |
| 14    | Obva Elengha     | Republik Kongo | 15:37,13   |
| 15    | Charbi Tayeh     | Libanon        | 16:13,21   |

## Finale

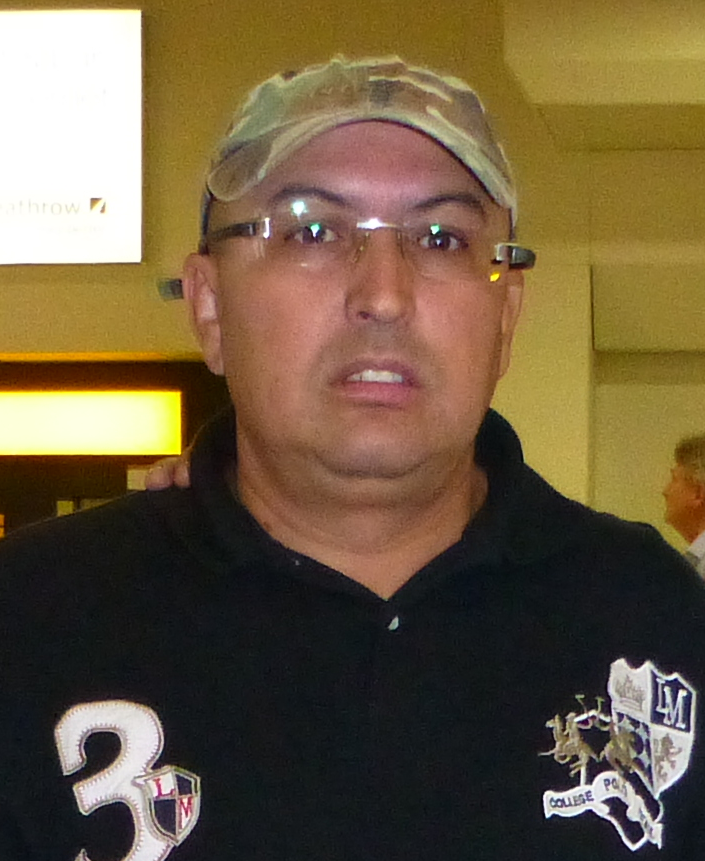
Bronzemedaillengewinner Brahim Boutayeb (hier im Jahr 2012), 1988 Olympiasieger über 10.000 Meter

1. September 1991, 17:10 Uhr
| Platz | Name             | Nation         | Zeit (min)  |
| ----- | ---------------- | -------------- | ----------- |
| 1     | Yobes Ondieki    | Kenia          | 13:14,45 CR |
| 2     | Fita Bayisa      | Äthiopien      | 13:16,64    |
| 3     | Brahim Boutayeb  | Marokko        | 13:22,70    |
| 4     | Dieter Baumann   | Deutschland    | 13:28,67    |
| 5     | Domingos Castro  | Portugal       | 13:28,88    |
| 6     | Khalid Skah      | Marokko        | 13:32,90    |
| 7     | Risto Ulmala     | Finnland       | 13:33,46    |
| 8     | Dionísio Castro  | Portugal       | 13:35,39    |
| 9     | Robert Denmark   | Großbritannien | 13:36,24    |
| 10    | Ibrahim Kinuthia | Kenia          | 13:38,94    |
| 11    | Abel Antón       | Spanien        | 13:39,00    |
| 12    | Bob Kennedy      | USA            | 13:54,47    |
| 13    | Gary Staines     | Großbritannien | 13:58,26    |
| 14    | Doug Padilla     | USA            | 14:36,18    |
| DNF   | Stefano Mei      | Italien        |             |

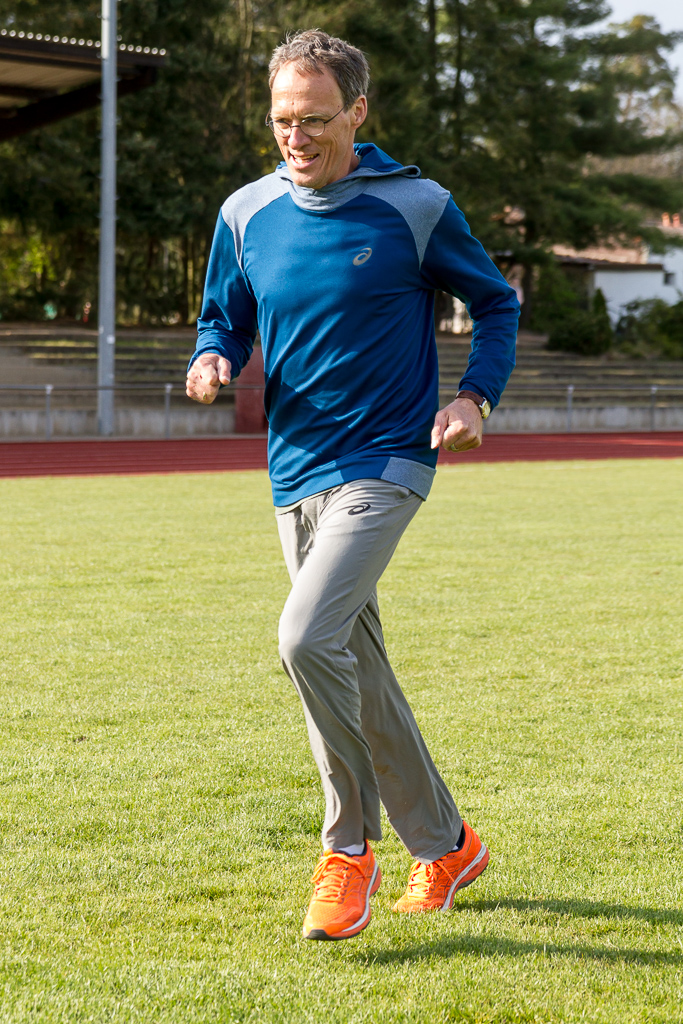
Dieter Baumann (hier im Jahr 2017) belegte Rang vier – im Jahr darauf Olympiasieger auf dieser Distanz
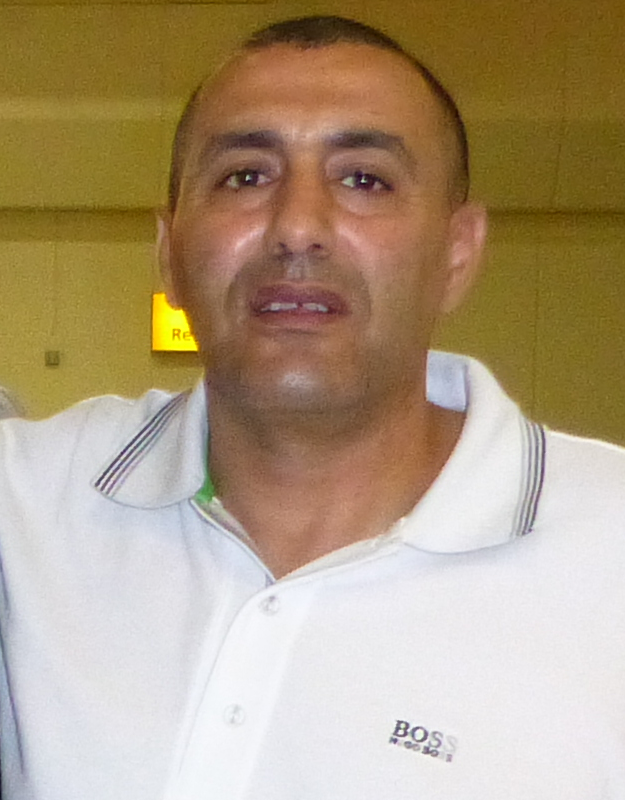
Khalid Skah (auf dem Foto im Jahr 2012) kam auf den sechsten Platz, nachdem er sechs Tage zuvor Bronze über 10.000 Meter gewonnen hatte – 1992 wurde er Olympiasieger über 10.000 Meter
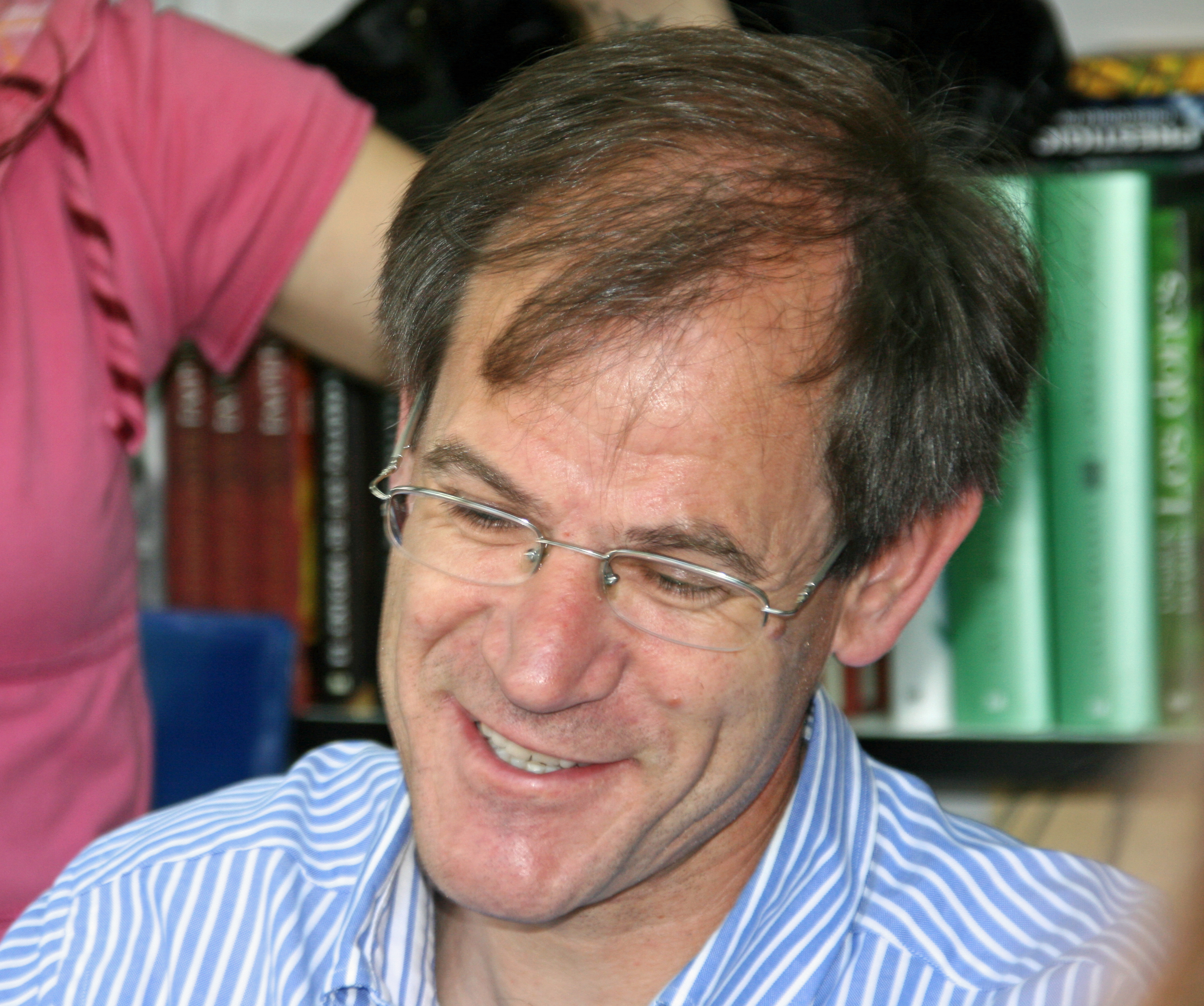
Rang elf für Abel Antón (im Jahr 2008) – in den folgenden Jahren sehr erfolgreich v. a. als Marathonläufer, u. a. zweimal Weltmeister (1997/1999)

## Video
- 3705 World Track & Field 1991 5000m Men, Video veröffentlicht am 23. Februar 2017 auf youtube.com, abgerufen am 18. April 2020